# Stadio di São Miguel
Lo stadio di São Miguel (in portoghese Estádio de São Miguel) è uno stadio di calcio situato a Ponta Delgada, sulle isole Azzorre, in Portogallo. Fu inaugurato nel 1930 e ristrutturato nel 2004, anno in cui la squadra del Santa Clara fu retrocessa in Segunda Liga. Prende il nome dall'isola di São Miguel.